# 寿城区庁駅
寿城区庁駅（スソングチョンえき）は、大韓民国大邱広域市寿城区にある大邱交通公社2号線の駅である。駅番号は(234)。副駅名は「KBS」。

## 駅構造
- 島式ホーム1面2線の地下駅。

## 駅周辺

### 1番出口
- 泛魚2洞郵便局
- 泛魚初等学校

### 2番出口
- 寿城区庁 - 駅名の由来。
- KBS大邱放送総局 - 副駅名の由来。
- 寿城警察署
- 大公園市場
- 国民銀行 泛魚支店
- 大邱銀行 寿城区庁支店

### 3番出口
- 南部市場
- 国民銀行 泛魚4洞支店

### 4番出口
- 大邱銀行 晩村支店

## 歴史
- 2005年10月18日 - 開業。
- 2014年2月28日 - 寿城区庁(KBS)駅に駅名を変更。

## 利用状況
| 路線   | 利用人数 | 利用人数 | 利用人数 |
| 路線   | 2005年   | 2006年   | 2007年   |
| ------ | -------- | -------- | -------- |
| ●2号線 | 3466人   | 4353人   | 4313人   |

## 隣の駅
大邱交通公社
●2号線
泛魚駅 (233) - 寿城区庁駅 (234) - 晩村駅(235)